# Turbonilla eva
Turbonilla eva är en snäckart som beskrevs av Bartsch 1917. Turbonilla eva ingår i släktet Turbonilla och familjen Pyramidellidae. Inga underarter finns listade.